# Stortjärnen (Råneå socken, Norrbotten, 735022-178921)
Stortjärnen är en sjö i Bodens kommun i Norrbotten och ingår i Vitåns huvudavrinningsområde.